# Thiénaba
Thiénaba ist eine Gemeinde (commune) im Département Thiès der Region Thiès, gelegen im zentralen Westen Senegals. Sie ist Sitz der Präfektur des Arrondissement de Thiénaba und besteht aus dem namensgebenden Hauptort (chef-lieu) sowie weiteren Dörfern (villages) und Weilern (hameaux).

## Geographische Lage
Thiénaba liegt im Erdnussbecken Senegals, 13 Kilometer östlich der Regional- und Départementspräfektur Thiès und 70 Kilometer östlich von Dakar. Das Gemeindegebiet hat eine Fläche von 239,00 km². Benachbarte Kommunen sind im Uhrzeigersinn Fandène (Kragengemeinde rund um Thiès) im Westen, Chérif Lô im Norden, Touba Toul, Khombole und Ndiéyène Sirah im Osten und im Süden Ngoudiane und Notto.

## Geschichte
Das Dorf Thiénaba war seit 1972 Hauptort einer Landgemeinde (communauté rurale). Im Jahr 2014 erhielt Thiénaba, wie in Senegal alle communautés rurales, den landesweit einheitlichen Status einer Gemeinde (commune).

## Bevölkerung
Die letzten Volkszählungen ergaben jeweils folgende Einwohnerzahlen:
| Jahr | Einwohner |
| ---- | --------- |
| 2002 | 17.746    |
| 2013 | 24.254    |
| 2023 | 33.918    |

## Verkehr
Thiénaba liegt an der Nationalstraße N 3. Diese verbindet den wichtigen Verkehrsknotenpunkt Thiès im Westen über Khombole mit Bambey, Diourbel, Mbacké, Touba, Linguère, Ranérou, Ourossogui und Matam im Osten des Landes und mit der Grenze zu Mauretanien am Ufer des Senegal. Die N3 verläuft Seite an Seite mit der Bahnstrecke Dakar–Niger, die für den Güterverkehr im Erdnussbecken und mit dem Nachbarland Mali von Bedeutung ist, durch das Stadtgebiet.